# Versolarismo

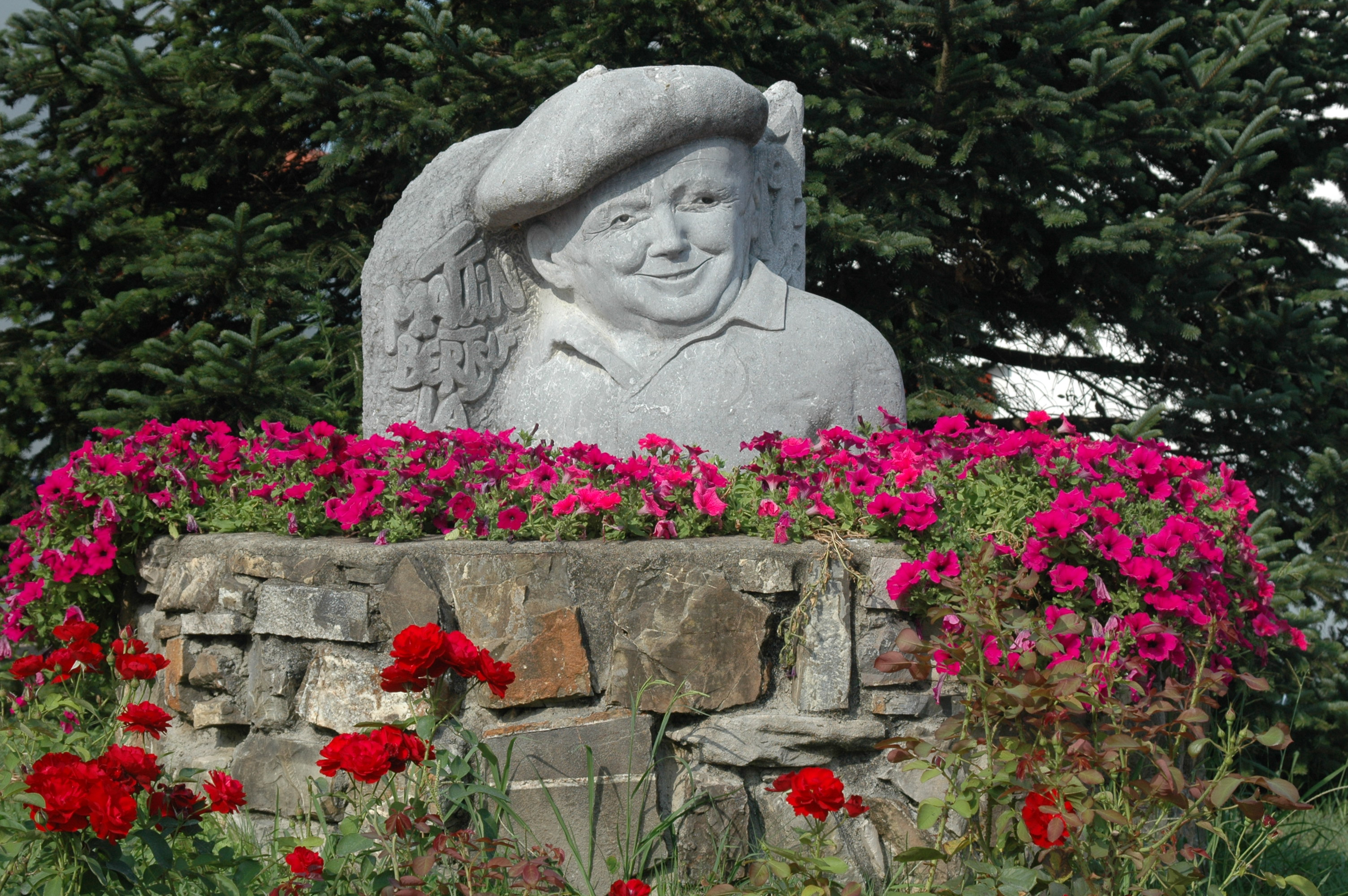
Estatua de Mattin Treku en Ahetze

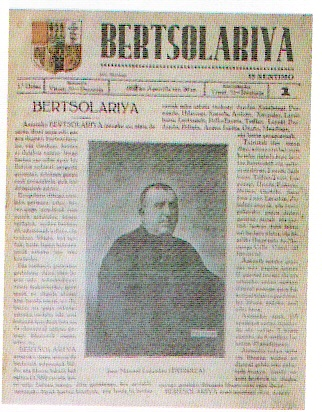
Ejemplar de la revista Bertsolariya (1931-1932)

El  versolarismo (suele aparecer como bertsolarismo en textos en castellano; bertsolaritza en euskera) es el arte de improvisar versos en euskera cantando con arreglo a un tema, una métrica y una rima preestablecidas, propio del País Vasco y Navarra. El bertsolarismo sería un discurso realizado cantando, rimando y midiendo, sin el acompañamiento de ningún instrumento musical. En la mayoría de las fiestas populares está presente en el festejo.

## ¿Qué es el verso?
El versolari puede pronunciar un discurso o bien debe ser capaz de mantener una conversación con otro versolari. La palabra bertso en euskera equivale a lo que en castellano es una estrofa escrita según una métrica. El bertso se divide en puntos y cada punto, según la métrica, presenta un cierto número de sílabas, pero  el bertsolari jamás cuenta las sílabas mientras está improvisando, la tonada empleada permite un margen de variación.
He aquí las métricas más comunes en el versolarismo improvisado:
- Zortziko mayor
- Hamarreko mayor
- Zortziko menor
- Hamarreko menor
- Kopla mayor
- Kopla menor

## La rima
La rima da forma al verso, sin rima no hay verso. La rima es siempre de un mismotipo  y se valora mucho su grado de consonancia. Por ejemplo, burua (cabeza) rima con ordua (hora). Pero la consonancia es solo relativa, se limita a las dos últimas vocales por lo que estaríamos ante una rima pobre. Elizan (en la iglesia) y gerizan (al cobijo) constituyen una rima de mayor calidad. Normalmente la rima de un verso pertenece siempre a una misma familia y es siempre consonante.

## Historia
El versolarismo es una manifestación cultural con gran arraigo y tradición en muchas zonas del País Vasco y de Navarra; parece que es anterior a cualquier manifestación escrita del euskera, ya que esta lengua históricamente se ha transmitido de manera oral. El estudioso y versolari Xabier Amuriza lo define de la siguiente manera:   

Neurriz eta errimaz
kantatzea hitza
horra hor zer kirol mota
den bertsolaritza.
‘Con métrica y rima
cantar la palabra
he ahí qué deporte
es el versolarismo.’

El Fuero de Vizcaya recoge en dos ocasiones menciones directas a las mujeres improvisadoras del Señorío. Bernat Dechepare escribió en 1545 Lingua Vasconum Primitiae, el primer libro en euskera. La obra incluye varios cantos y bertsos. Joan Pérez Lazarraga en 1567 escribió un texto de cien páginas que relatan cuentos bucólicos, cantos épicos y bertsos de amor. Posteriormente, a lo largo de las primeras cuatro décadas del siglo XVIII, las pujas entre versolaris fueron comunes en muchos pueblos vascos.
Hacia 1800 es la época de Beñat Mardoy Fernando o Pernando Amezketarra. Estos bertsolaris no instruidos se desafiaban mutuamente cantando en público. Entre las dos guerras carlistas (1839-1876) surgen los Bertso paperak (hojas de bertso).Hace su aparición un lenguaje más elaborado con nuevas melodías. A esta época corresponden versolaris como Xenpelar,Bilintx, Iparragirre o Etxahun.

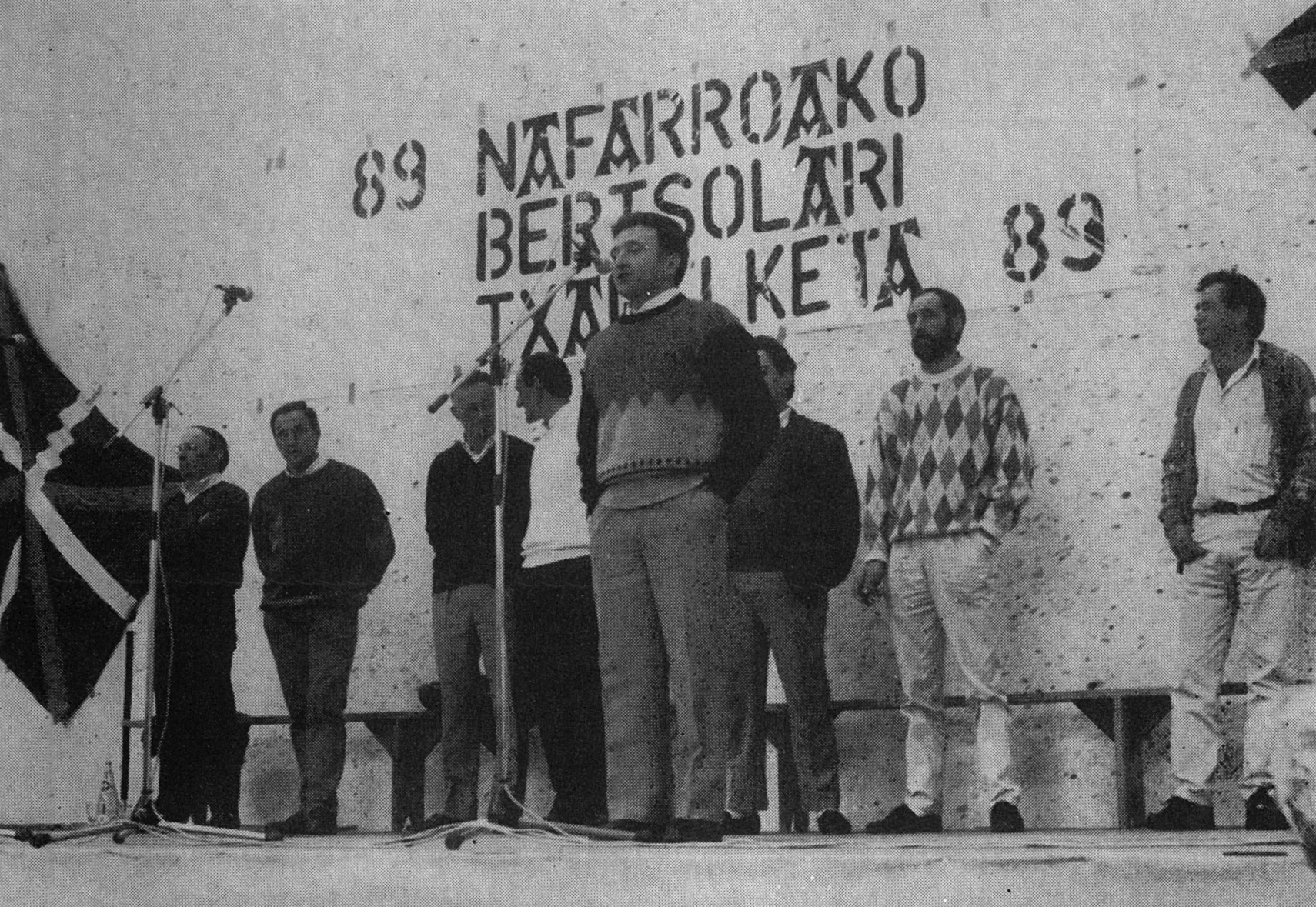
Campeonato de Navarra de bertsolarismo en 1989.

Desde 1876 hasta la guerra civil española, las hojas de bertso cobran gran importancia, se organizan juegos florales y se procede al estudio teórico del bertsolarismo.
Entre 1935 y 1968 se consolida el bertsolarismo de improvisación y se organizan los primeros campeonatos con versolaris donde, entre otros, participaron Basarri, Uztapide, Xalbador o Lasarte. En el período correspondiente a 1968-1977, los bertsos son el reflejo del conflicto político y social que se vive en la sociedad inmersa en el fin del franquismo y la transición a la democracia. En aquellos momentos cabe destacar a Lopategi, Azpillaga, Lazkao Txiki, Lazkanoo Lizaso.
Tras el franquismo, aparecen los primeros bertsolaris provenientes de las escuelas de bertsolaris(Jon Sarasua, Xabier Euskitze o Unai Iturriaga). La aportación de Xabier Amuriza resulta muy positiva para el bertsolarismo. El bertso se abre camino en la televisión, la radio y los periódicos, y es seguido por gran número de espectadores y oyentes.
El departamento de Educación del Gobierno de Navarra mantiene el programa Bertsolarismo en la escuela para incentivar el refuerzo de la expresión oral y el bertso en la enseñanza pública.

## Patrimonio cultural inmaterial
En junio de 2018 el Gobierno de Navarra declaró al bertsolarismo Bien de Interés Cultural, en la categoría de inmaterial.
En 2022, el Gobierno de Francia declaró al bertsolarismo Bien de interés cultural inmaterial.
Asimismo, en junio de 2024, el Gobierno Vasco convierte al bertsolarismo en el primer Bien de interés cultural inmaterial de Euskadi, con protección especial para su reconocimiento e impulso de su protección y transmisión.

## Campeonato de Euskal Herria de versolaris
El primer campeonato oficial de versolaris se disputó en 1935 gracias al empeño de José Ariztimuño Olaso "Aitzol". El ganador fue un joven de 22 años, apodado Basarri. Al año siguiente, 1936, lo ganó Txirrita, un ingenioso y muy productivo versolari formado y desarrollado en sidrerías. La guerra civil española y sus consecuencias interrumpieron los campeonatos. En 1960, con el nombre de Campeonato mundial de versolaris, se volvió a disputar el campeonato, pero esta vez los versolaris venían a representar a Francia o España. El ganador fue nuevamente Basarri. Los siguientes tres campeonatos, 1962, 1965 y 1967, tuvieron como vencedor a Uztapide. Tras 13 años sin disputarse, la Real Academia de la Lengua Vasca (Euskaltzaindia) organizó los dos primeros campeonatos celebrados después del franquismo, en los años 1980 y 1982, que congregaron a mucho público como los anteriores. La diferencia más importante fue que acudió mucha gente joven. El ganador de los dos campeonatos fue Xabier Amuriza. El siguiente campeonato fue organizado por la Euskal Herriko Bertsolari Elkarteak, la actual Bertsozale Elkartea, en 1986, y el campeón fue Sebastian Lizaso. En 1989 se reunieron más de 8.000 espectadores aplaudiendo la txapela conseguida por Lopategi. En 1993, 1997, 2001 y 2005 el ganador fue Andoni Egaña. Cabe destacar que en 1997 la mayoría de los que se presentaron al campeonato eran universitarios. En 2009, por primera vez ganó una mujer, Maialen Lujanbio. En 2013 obtuvo la txapela el labortano Amets Arzallus. 

## Algunos versolaris
La mayoría de los versolaris eran conocidos por sus sobrenombres, normalmente el nombre de los baserris (caseríos rurales vascos) en los que residían o de los que eran originarios, no por sus apellidos. El nombre completo aparece entre paréntesis. 

### Versolaris históricos
- Basarri (Ignacio Eizmendi, 1913-1999) Guipúzcoa
- Bilintx (Indalezio Bizkarrondo, 1831-1876) Guipúzcoa
- Bordel (Joan Etxamendi Larralde, 1792-1879) Navarra
- Etxahun (Pierre Topet, 1786-1862) Sola
- Etxahun-Iruri (Pierre Bordazarra, 1908-79)  Sola
- Etxamendi (Jean Etxamendi 1873-1962) Baja Navarra
- Lexoti (Jose Luis Lekuona (1925-2006) Guipúzcoa
- Lazkao Txiki (Jose Miguel Iztueta Kortajarena, 1926-1993) Guipúzcoa
- Mattin (Mattin Treku Inharga, 1916-1981) Labort
- Otaño (Pello Mari Otaño Barriola, 1857-1910) Guipúzcoa
- Pello Errota (Pedro Jose Elizegi, 1840-1919) Guipúzcoa
- Pernando Amezketarra (Fernando Bengoetxea Altuna, 1764-1823) Guipúzcoa
- Piarres Ibarrart (1838-1919) Labort
- Txirrita (José Manuel Lujanbio Erretegi, 1860-1936) Guipúzcoa
- Urretxindorra (Kepa Embeita Renteria, 1878-1942) Vizcaya
- Uztapide (Manuel Olaizola Urbieta, 1909-1983) Guipúzcoa
- Xalbador (Ferdinand Aire Etxart, 1920-1976) Baja Navarra
- Xanpun (Manuel Sein, 1928-2002) Labort
- Xenpelar (Frantzisko Petrirena Errekondo, 1835-1869) Guipúzcoa
- Zepai (Akilino Izagirre Amenabar, 1906-1971) Guipúzcoa

### Versolaris modernos
- Xabier Amuriza Sarrionandia (1941)  Vizcaya
- Amets Arzallus Antia (1983) Labort
- Sustrai Colina Akordarrementeria (1983)  Labort
- Andoni Egaña Makazaga (1961) Guipúzcoa
- Igor Elortza Aranoa (1975)  Vizcaya
- Jon Enbeita Ealo (1950) Vizcaya
- Unai Iturriaga Zugaza-Artaza (1974) Vizcaya
- Jon Lopategi Lauzirika (1934), Vizcaya
- Maialen Lujanbio Zugasti (1976)  Guipúzcoa
- Jon Maia Soria (1972) Guipúzcoa
- Jon Martin Etxebeste (1981) Guipúzcoa
- Mañukorta (Gregorio Larrañaga Mandiola, 1943) Vizcaya
- Oihane Perea Perez de Mendiola (1977) Álava
- Xabier Silveira Etxeberria (1976) Navarra
- Beñat Gaztelumendi Arandia (1987) Guipúzcoa
- Alaia Martín Etxebeste (1987) Guipúzcoa
- Onintza Enbeita Maguregi (1979) Vizcaya

## La improvisación en el mundo[26]
Aunque el versolarismo, actúa sin la ayuda de ningún instrumento musical, podemos encontrar ciertos paralelismos en otras manifestaciones similares:
- México: En México hacen Huapango de montaña o composición de montaña,  una mezcla de poesía y danza improvisadas.[27][28]
- Georgia: En georgiano, el _airi o pareado, es una forma tradicional de verso rimado que consta de líneas de 8 o 16 sílabas. Trata temas generales. Los versos improvisados de K'apia tratan temas satíricos, humorísticos y románticos. Siempre es improvisado , puede ser un monólogo o un diálogo basado en un chiste entre dos contrincantes. [29]
- Marruecos: En Marruecos utilizan el amazigh para escribir su poesía. Los poetas jóvenes deben aprender todos los poemas y canciones creados por sus antepasados para poder aprender bien su oficio. La característica más importante es la improvisación.[30]
- Kurdistán: El Lawje (kelam en árabe) se crea combinando leyendas, cuentos e historias con melodía, sin el uso de instrumentos musicales. El heroísmo, la naturaleza y el amor son los temas más tratados.[31]
- El versolarismo también se asemeja al sean-nós de Irlanda, la payada del Cono Sur de América, el trovo alpujarreño y el repentismo cubano. Este tipo de discusión dialéctica responde a un patrón que ha estado presente en un gran número de culturas, y forma parte de la tradición asiática, de las culturas griega y romana, y de la Historia del Mediterráneo musulmán.[32]